# Cazul „Eugen Grigore”
Cazul Eugen Grigore reprezintă un caz judiciar care se referă la un complex de întâmplări care au avut loc în anul 1974, în România regimului lui Ceaușescu.
Eugen Grigore, șofer de camion din Iași, întors acasă de la muncă, găsește propria locuință arzând, incendiu în urma căruia și-au pierdut viața soția sa și toți cei trei copii.
Se pare că făptașii aparțineau unui grup de țigani nomazi, aflat la marginea Iașului.
Investigațiile efectuate de miliție sunt blocate de teama vecinilor de a colabora ca martori, deoarece se temeau de represaliile romilor.
Indignat de neputința autorităților, dar și amenințat de romi care au promis se vor răzbuna în cazul în care nu renunță la plângere, Grigore decide să își facă dreptate singur: Intră cu camionul în corturile nomazilor și ucide la întâmplare 24 de persoane.
Eugen Grigore a fost condamnat la închisoare pe viață, iar în 1990 pedeapsa este transformată în 28 de ani de detenție.
În 1995 a fost mutat la Spitalul de Neuropsihiatrie de la Botoșani.
În 2001 a ajuns pe străzi și a murit în 2009 călcat de un camion.
Autoritățile comuniste din acea perioadă au mușamalizat cazul de teama izbuncnirii unor conflicte interetnice. 